# Ручни пртљаг
Ручни пртљаг (енгл. Carry-On) амерички је филм из 2024. са елементима акције и трилера. Режију потписује Жауме Колет Сера, по сценарију Ти-Џеја Фиксмана, док главне улоге тумаче Тарон Еџертон, Софија Карсон и Џејсон Бејтман. Радња филма прати младог официра Управе за безбедност саобраћаја, који је уцењен да пусти нервни агенс на лет током Бадњег дана.
Филм је 13. децембра 2024. приказао Netflix. Добио је позитивне рецензије критичара. Постао је најгледанији филм на платформи Netflix који је приказан 2024.

## Радња
Млади агент Управе за безбедност саобраћаја покушава да надмудри тајанственог путника који га присили да допусти укрцавање опасног пакета на лет током Бадњег дана.

## Улоге
| Глумац             | Улога            |
| ------------------ | ---------------- |
| Тарон Еџертон      | Итан Копет       |
| Џејсон Бејтман     | Путник           |
| Софија Карсон      | Нора Париси      |
| Данијела Дедвајлер | Елена Кол        |
| Тонејша            | Матео Флорес     |
| Тео Роси           | Посматрач        |
| Логан Маршал Грин  | Џон Алкот        |
| Дин Норис          | Фил Сарковски    |
| Синква Волс        | Џејсон Нобл      |
| Кертис Кук         | Лајонел Вилијамс |
| Џо Вилијамсон      | Рон Дан          |
| Гил Перез Абрахам  | Еди              |
| Џош Бренер         | Хершел           |